# 첫정
"첫정"은 한국에서 제작된 장영국 감독의 1971년 영화이다. 남정임 등이 주연으로 출연하였고 주동진 등이 제작에 참여하였다.

## 출연

### 주연
- 남정임
- 박성구
- 박지훈